# Black Drawing Chalks
Black Drawing Chalks est un groupe brésilien de stoner rock, originaire de Goiânia.

## Histoire
Victor Rocha et Douglas Castro, qui font partie du studio Bicicleta sem Freio (responsable de l'identité visuelle de divers spectacles et festivals à Goiânia), décident d'appeler Denis de Castro, le frère de Douglas et étudiant en architecture, pour former Black Drawing Chalks. À l'époque, Victor partage les accords et le chant avec Marco Bauer.
Début 2007, Marco décide de quitter le groupe et Renato Cunha est invité à rejoindre le quatuor. Le nom du groupe, qui signifie « charbon noir pour le dessin », provient d'une marque allemande de matériel de dessin, une influence constante dans la vie des membres. En 2007, ils sortent leur premier album acclamé, Big Deal, sur le label Monstro Discos. Après la sortie de l'album, le groupe joue dans tout le Brésil. La même année, ils font la première partie des idoles américaines Nashville Pussy, une tradition qui allait devenir régulière. Le groupe a joué aux côtés de groupes tels que The Datsuns, Motörhead, Eagles of Death Metal et Black Label Society. En 2009, avec plus de maturité, le groupe sort son deuxième album, Life Is a Big Holiday for Us, également sur Monstro Discos, après une tournée au Canada, où le groupe se produit au festival Canadian Music Week.
Avec une exposition médiatique fréquente, de longues tournées et la participation aux plus grands festivals du Brésil, le groupe a remporté trois nominations au VMB 2009, dans les catégories « MTV Bet », « rock alternatif » et « clip de l'année », avec le clip du morceau My Favourite Way, réalisé dans le cadre d'un partenariat entre le collectif Bicicleta Sem Freio et Nitrocorpz, le studio responsable de plusieurs vignettes MTV. En 2009, leur single My Favourite Way est aussi élu « meilleure chanson de l'année » par Rolling Stone Brasil.
En 2010, les quatre membres s'associent à Chuck Hipólitho (ex-Forgotten Boys), pour former Love Bazukas. Le 10 mars de la même année, ils enregistrent l'album live Live in Goiânia, at the Bolshoi Pub, un album qui sort le 3 décembre de la même année. Toujours en 2010, ils participent à la première journée du festival SWU. Le groupe de Goiânia est chargé d'ouvrir la scène Air, où jouent Los Hermanos, Infectious Grooves et Rage Against the Machine,. En 2011, le groupe est nommé pour la 18e édition des Multishow Brazilian Music Awards, dans la catégorie « Experiment ». En 2012, avec leur nouveau guitariste Edimar Filho, ils jouent le 8 avril au festival Lollapalooza à São Paulo, sur une petite scène, où les Arctic Monkeys et Jane's Addiction jouent le même jour. La même année, ils se produisent au festival João Rock. C'est cette année-là que sort No Dust Stuck on You,, considéré comme le meilleur album de 2012 par le site Tenho Mais Discos que Amigos ! Le morceau The Stalker arrive en 23e position du classement des meilleures chansons de 2012 de Rolling Stone Brasil.
En 2013, le premier numéro de l'année du magazine britannique Classic Rock mentionne le groupe dans une liste des 15 groupes ou artistes à surveiller cette année. En 2014, le groupe sort les singles Smiling Curse et Guided by You, produits et enregistrés au studio Rocklab de Pirenópolis. Cette année, ils sont les principales attractions du festival Bananada. En 2017, ils se produisent à nouveau au festival Bananada, partageant désormais la scène avec le groupe Hellbenders.

## Discographie
- 2007 : Big Deal (Monstro Discos)
- 2009 : Life is a Big Holiday For Us (Monstro Discos)
- 2010 : Live in Goiânia (Monstro Discos)
- 2012 : No Dust Stuck on You (Crânio Records)